# Stubenrauchbrücke (Bezirk Tempelhof-Schöneberg)

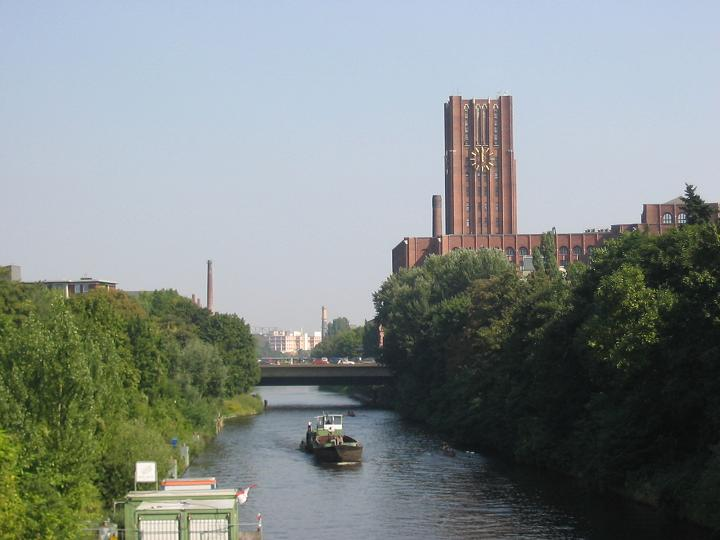
Die Stubenrauchbrücke mit dem Ullsteinhaus im Hintergrund, unter der Straßenführung ragt der U-Bahn-Kasten hervor

Die Stubenrauchbrücke ist eine Doppelstockbrücke über den Teltowkanal in Berlin. Auf der oberen Ebene verläuft der Tempelhofer Damm, der im Süden in den Mariendorfer Damm übergeht. Auf der unteren Ebene verkehrt die U-Bahn-Linie U6 nach Mariendorf. Als Teil der Bundesstraße 96 besitzt sie ein erhebliches Verkehrsaufkommen.

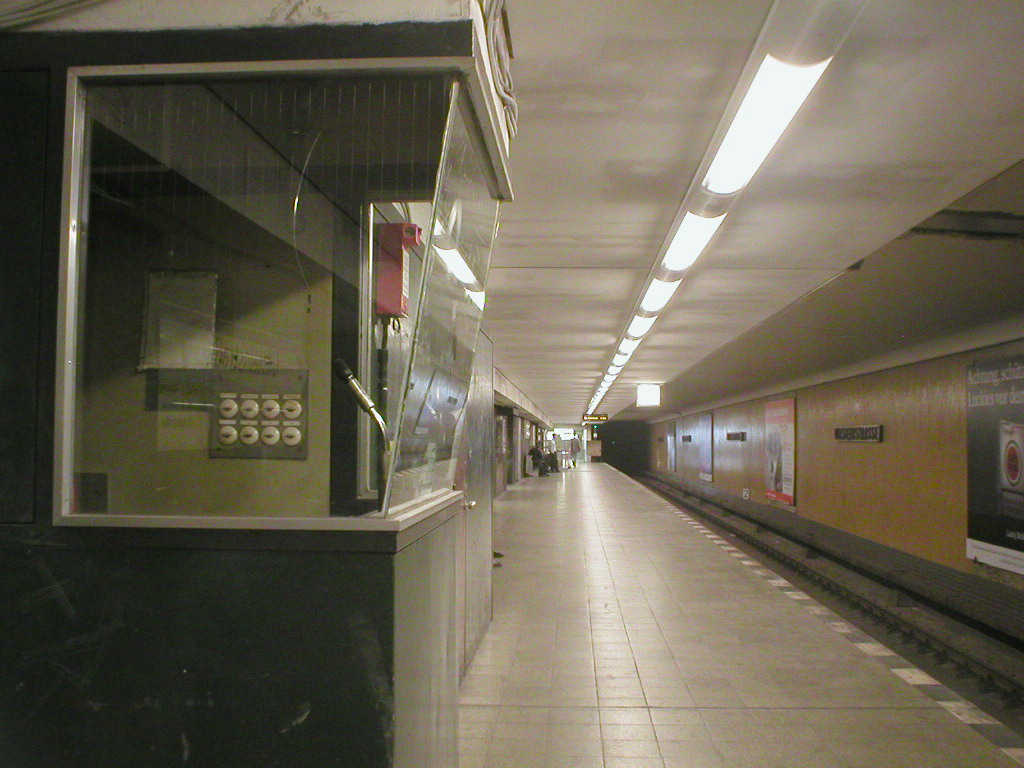
Bahnsteig des U-Bahnhofs Ullsteinstraße, der teilweise auf der Stubenrauchbrücke liegt

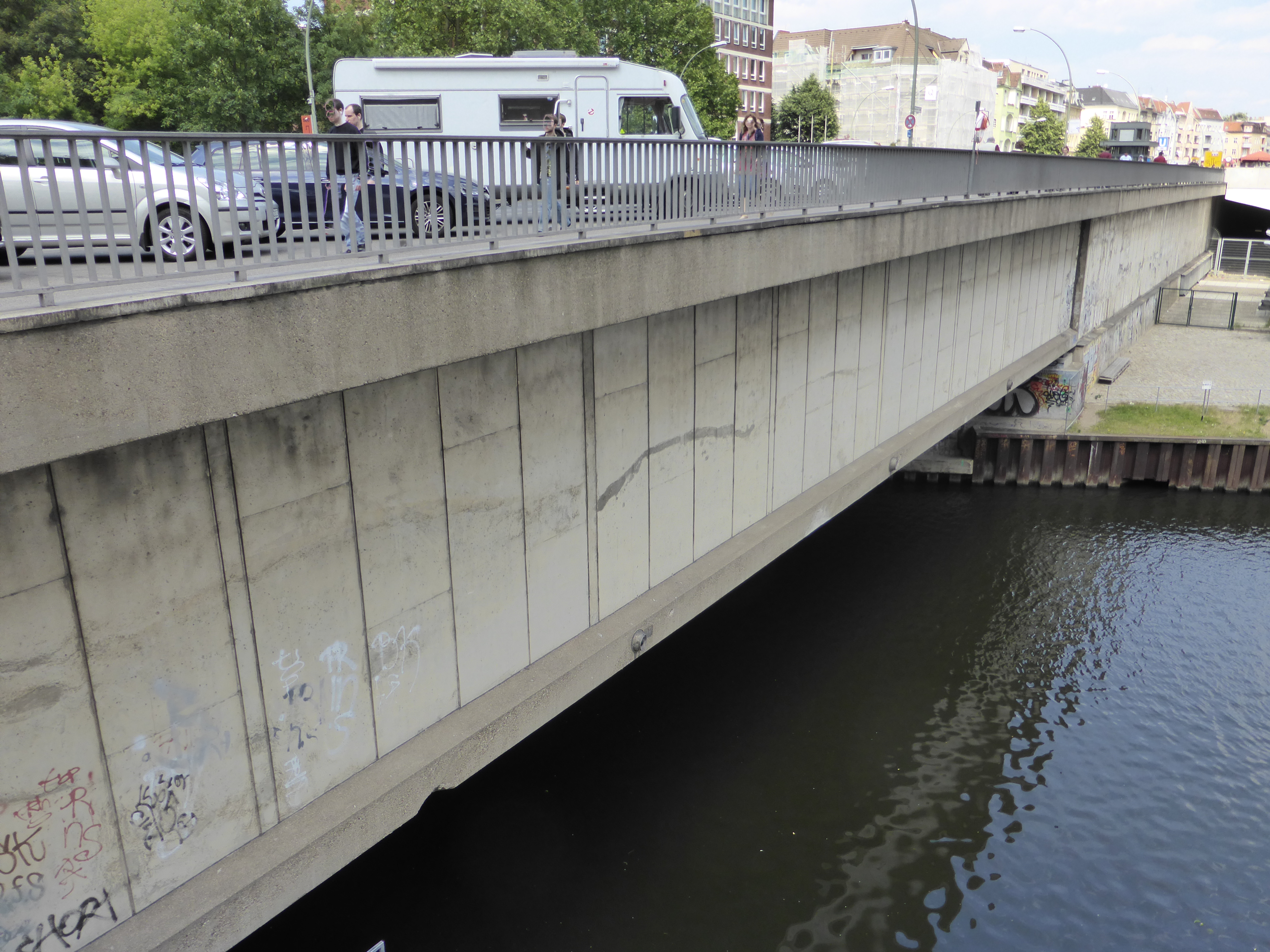
Außenansicht des U-Bahn-Kastens, oben Parkfläche, hinten U-Bahn-Zugang, Blick nach Norden

Die bestehende Brücke wurde 1961 als Ersatz für die gleichnamige (vorherige) Straßenbrücke gebaut. 1966 wurde die innerhalb des Brückenhohlkörpers verkehrende U-Bahn eröffnet. Das 37 Meter breite Oberdeck der Brücke enthält drei Fahrspuren je Richtung (zweimal neun Meter), einen drei Meter breiten Mittelstreifen mit Trennpollern und einem Trenngitter, sowie Parkplätzen an jeder Seite.

## Lage
Die Stubenrauchbrücke überführt die B 96 über den Teltowkanal (km 23,8) und untersteht damit der Bundesstraßenverwaltung, die von der Senatsverwaltung vertreten wird. In dieser Lage verbindet sie den Tempelhofer Damm am Nordufer mit dem Mariendorfer Damm am Südufer. Die Straßennamen werden durch den Brückenlauf getrennt. Durch die südlicher liegende Ortsteilgrenze gehört der gesamte Brückenraum zum Ortsteil Tempelhof.

## Geschichte
Mit dem Anlegen des Teltowkanals wurde an dieser Stelle ein Brückenbauwerk für die Berliner Straße in Tempelhof nötig. Die Straße besaß Bedeutung als Fernstraße von Berlin nach Zossen (und in ursprünglicher Führung vor der Zuordnung als Reichsstraße nach Dresden). Zum Zeitpunkt der Errichtung von Kanal und Brücke gehörte Tempelhof zum Landkreis Teltow. Die erste Brücke wurde 1905 unter Aufsicht des Landkreises angelegt, der für den Teltowkanal zuständig war. Die Straßenflucht hatte eine Breite von 40,5 Metern, die alte Straßenbrücke führte mit einer Breite von 19,5 Metern über den Kanal, die Länge zwischen den Brückenrampen betrug etwa 53 Meter. Die Brückenfläche lag auf einer drei Meter hohen Fachwerkkonstruktion aus Stahlträgern.
Zum Kriegsende 1945 wurde die Brücke gesprengt. Durch eine hölzerne Notbrücke ersetzt wurde sie 1946 durch Pioniere der amerikanischen Schutzmacht durch eine stählerne Behelfsbrücke ersetzt. Sie besaß eine hölzerne Fahrbahn auf Stahljochen. Ab 7. Mai 1946 wurde die Straßenbahnlinie 99 (Baerwaldstraße/Gneisenaustraße – S-Bahnhof Lichtenrade) mit der Freigabe der Stubenrauchbrücke wieder in Betrieb genommen. Wegen des zunehmenden Verkehrs wurde eine Stahlbetonplatte eingesetzt und am 21. Oktober 1950 diese Lösung dem Verkehr übergeben.
Der Ersatz dieser Notbrücke war mit Planungen zum U-Bahn-Bau verbunden und verzögerte sich. Um den Teltowkanal zu queren, gab es die Möglichkeit, ihn zu unterfahren oder ihn zu überqueren. Aus Kostengründen wurde die Lösung, die U-Bahn über den Kanal hinweg zuführen, gewählt. Bei einer Unterquerung wäre die Bauumplanung der Straßentrasse hinzugekommen. Mit der Verlängerung der U-Bahn-Linie CII wurde der Neubau in Angriff genommen. Die neue Brücke wurde in zwei getrennten Führungen ausgeführt. Die westliche Fahrbahn für den Straßenverkehr (ohne U-Bahn-Führung) wurde auf Spannbetonbalken errichtet. Für die östliche Brücke wurde ein 5,5 m hoher Spannbetonkasten für die U-Bahn mit aufliegender Fahrbahn gebaut. Um die Durchfahrtshöhe im Kanal zu erreichen wurde der Tempelhofer Damm um 1,2 m angehoben. Wegen des morastigen Grundes am Nordufer ruhen die Widerlager der Stubenrauchbrücke auf Pressbetonpfählen mit bis zu 17,5 m Länge. Das Einbringen von Rammpfählen wurde vermieden, um die Produktion in der nahegelegenen Druckerei nicht zu stören. Die amerikanische Pionierbrücke wurde 1963 abgebrochen. Der Brückenbau war 1964 beendet. Mit dem Ausbau des U-Bahnhofs und der Ausführung der U-Bahn-Strecke war der gesamte Bau schließlich 1966 abgeschlossen.

## U-Bahn-Führung
Bei der Verlängerung der U-Bahn stand die Frage einer Unter- oder Überquerung des Teltowkanals. Als kostengerechte Variante wurde das Anheben der Straßenbrücke gewählt, wodurch der Raum gewonnen wurde, um die U-Bahn über den Kanal zu führen. Durch diese Variante war der komplette Neubau der Brücke nötig und die U-Bahn-Führung wurde aus der Tieflage angehoben. Der Abriss der seit 1951 bestehenden Behelfsbrücke erfolgte im Oktober 1961, nachdem die beiden Straßenbahnlinien 98 und 99 nach Lichtenrade und Marienfelde eingestellt worden waren.
Um der U-Bahn den allmählichen Anstieg bis zum Brückenniveau zu ermöglichen, liegt die östliche Richtungsfahrbahn des Tempelhofer Damms (Fahrtrichtung Nord) zwischen der Ordensmeisterstraße und der Stubenrauchbrücke höher als die westliche, auf der die Autos in südlicher Fahrtrichtung unterwegs sind. Auf der westlichen Straßenseite muss dabei auch das Erdgeschossniveau der angrenzenden Wohnbebauung, des Finanzamtes Tempelhof und der Anschluss der Viktoriastraße eingehalten werden.
Auf dem unteren Deck der Brücke befindet sich im Hohlkasten nicht nur die U-Bahn-Strecke, sondern auch ein Teil des U-Bahnhofs Ullsteinstraße. Er befindet sich zwischen den Eingängen nördlich und südlich der Brücke zwischen Tempelhofer und Mariendorfer Damm unter der östlichen Fahrspur. Auf beiden Seiten der Brücke gibt es Zugänge zum Bahnsteig außerhalb des Brückenteils. Die östlichen Zugänge führen auf Straßenniveau, zur Westseite der Straße wird der Zugang unter dem U-Bahn-Niveau hindurch geführt.

## Verkehrsprojekt Deutsche Einheit 17
Im Jahr 2002 berichtete die Welt Online, dass im Rahmen des Ausbaus des Kanals auch die Brücke angehoben werden müsste. Konkrete Pläne hierfür lägen jedoch noch nicht vor. Der Kanal mit einer Breite von 40 m im umgebenden Lauf wird an der Brücke durch eine Einschnürung am Nordufer (Wulfila-Ufer) auf 28,8 m verengt. Es war ein Ausbaggern des Teltowkanals auf 4,0 m vorgesehen und dazu das Anheben der östlichen Brückenseite mit dem Hohlkasten in der Planung. Die vorbereitenden Planungen fanden 1993–1994 im Auftrag der Wasserstraßenbehörde (WNA Berlin) durch das Büro Krebs und Kiefer statt. Der Planungsbereich umfasste neben der Brücke auch 300 m der U-Bahn-Strecke und der Straßenführung. Die Umleitungsmaßnahmen für den Straßen- und U-Bahn-Verkehr sollten gering bleiben. Durch die Änderungen wäre auch das denkmalgeschützte Ullsteinhaus betroffen gewesen. Es waren drei Varianten in der Diskussion:
- Abschnittsweiser Abbruch der Tunneldecke und ein Neubetonieren der Wände und Zwischenstützen,
- den Tunnel vertikal in Segmente unterteilen und gehoben und in der neuen Sollage einbauen oder
- die Tunnelwände horizontal schneiden und die Tunneldecke mit Pressen anheben und die Zwischenbereiche in den Wänden und Mittelstützen ausbetonieren.

Die Brücke wäre in allen Fällen hochgepresst, die Auflagerbänke und Lagersockel erhöht und die Lager neu einbetoniert worden.
Die Bauarbeiten am Teltowkanal im Bereich der Havelwasserstraße im Rahmen des Projektes Deutsche Einheit Nr. 17 in den Jahren 2008–2010 erfolgten ohne Änderungen an der Brückenlage.

## Öffentlicher Personennahverkehr
Im Jahr 1928 wurde die Straßenbahnlinie 99 nach Lichtenrade verlängert, die durch Tempelhof und Mariendorf auf der Stubenrauchbrücke geführt wurde. Nach den Kriegsschäden wurde der Betrieb zwischen Platz der Luftbrücke – S-Bahnhof Tempelhof/Alt-Tempelhof bereits am 11. Juni 1945 aufgenommen. Mit der Errichtung der Behelfsbrücke wurde es möglich am 7. Mai 1946 den Personenverkehr der Linie 99 zwischen Tempelhofer Damm/Ordensmeisterweg – Stubenrauchbrücke – Mariendorfer Damm/Ullsteinstraße weiter zu führen. Es wurde damit die seit 1928 bestehende Linienführung wieder auf der bestehenden Betriebsstrecke möglich.
Mit der Einrichtung der U-Bahn-Linie CII (heute: U6) am Tempelhofer Damm wurde der Straßenbahnbetrieb zunehmend ersetzt. Die Baufreiheit für den neuen Brückbau erforderte es den Straßenbahnbetrieb der Linien 98 und 99 auf der Nachkriegsbrücke im Zusammenhang mit Linienänderungen im Oktober 1961 einzustellen. Erst mit Einführung des Nachtverkehrs wurde die Brücke (in den Nachtstunden) wieder für den Busverkehr benötigt, die Busse der Linie N6 fahren entlang der bestehenden U-Bahn-Linie.

## Namensgeber Stubenrauch
Die Brücke wurde nach dem Teltower Landrat Ernst von Stubenrauch benannt, auf dessen Initiative der Bau des Teltowkanals zurückgeht. 1908 war ebenfalls eine Stahlbrücke über die Spree nach ihm benannt worden. Diese gleichnamige Brücke führt im Bezirk Treptow-Köpenick (Ortsteil Oberschöneweide) über die Spree und ist mit der Brücken-ID 44898 im RBS aufgenommen. Die Tempelhofer Stubenrauchbrücke ist unter der Nummer 7431 im Berliner Straßenverzeichnis (Bauwerk im Regionalen Bezugssystem) aufgeführt. Sie gehört zum PLZ-Bereich 12099.

## Nutzungen
Die Querparkflächen am östlichen Brückenrand sollen durch einen „Brückenmarkt“ ersetzt werden. „Die Marktstände sollen mit den Rückseiten zur Fahrbahn positioniert werden, sodass zur Wasserseite eine attraktive durchgehende Flanierzone entstehen kann.“ Dieser auf Initiative der Grünen- und der SPD-Fraktionen eingebrachte Vorschlag wurde mit Mehrheit in der Bezirksverordnetenversammlung (BVV) beschlossen. Für die Umsetzung muss das Bezirksamt bei der für Brücken zuständigen Senatsverwaltung für Stadtentwicklung und Umwelt nachfragen. Das Vorliegen einer Konzeption ist die Voraussetzung, um weitere Maßnahmen zu treffen.
Am Norden der Stubenrauchbrücke liegt der Abschnitt des Teltowkanalwegs zwischen Wulfila-Ufer und Hafen Tempelhof. Eine Ersatzstrecke führt über die Brücke und südlich um das Ullstein-Haus herum entlang der Tempelhof-Mariendorfer Grenze mit dem Britz-Buckower Weg (Hauptweg 10) zum Kanal zurück oder an der Kanalseite des Ullsteinhauses entlang zur Colditzstraße.
Im Berliner Stadtgebiet unterhält die Berliner Feuerwehr 327 Wasser- und Eisrettungsstationen, so befindet sich an der Tempelhofer Stubenrauchbrücke ebenfalls eine solche Anlage. Pro Jahr werden im Mittel 400 Rettungsringe entwendet und erneuert. „Sobald das Fehlen von Rettungseinrichtungen von der Bevölkerung oder von Kräften der Feuerwehr, der Polizei oder des Ordnungsamtes bemerkt wird, werden diese umgehend ersetzt. […] Die Kosten für Rettungsringe belaufen sich pro Jahr auf etwa 16.000 €, die Gesamtinstandhaltungskosten (inklusive der Rettungsringe) für alle Wasser- und Eisrettungsstationen betragen nach Angaben der Berliner Feuerwehr etwa 20.000 € pro Jahr.“

## Brückenbilder

Rund um die Brücke
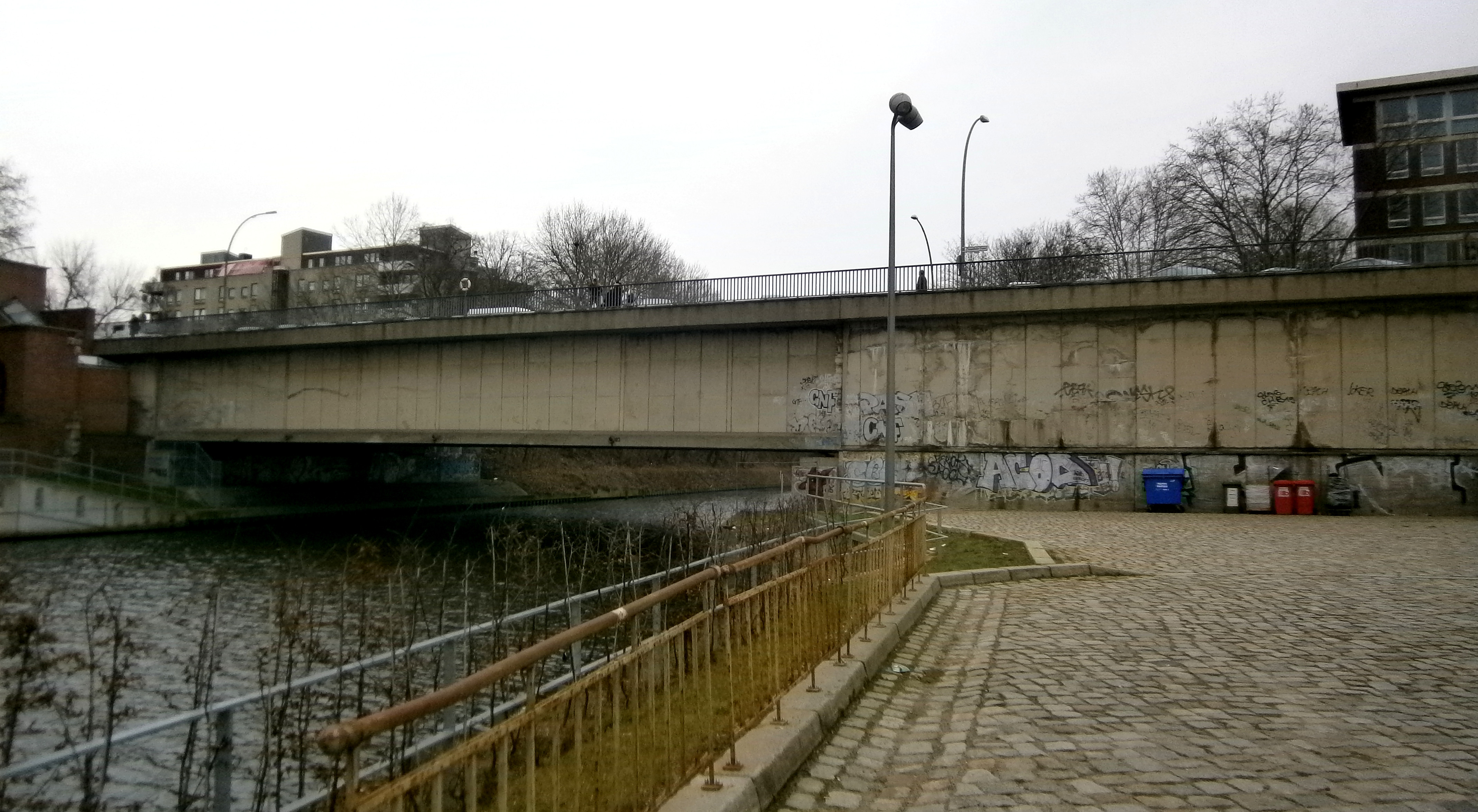
Brücke und Anfahrt von Osten (U-Bahn-Seite)
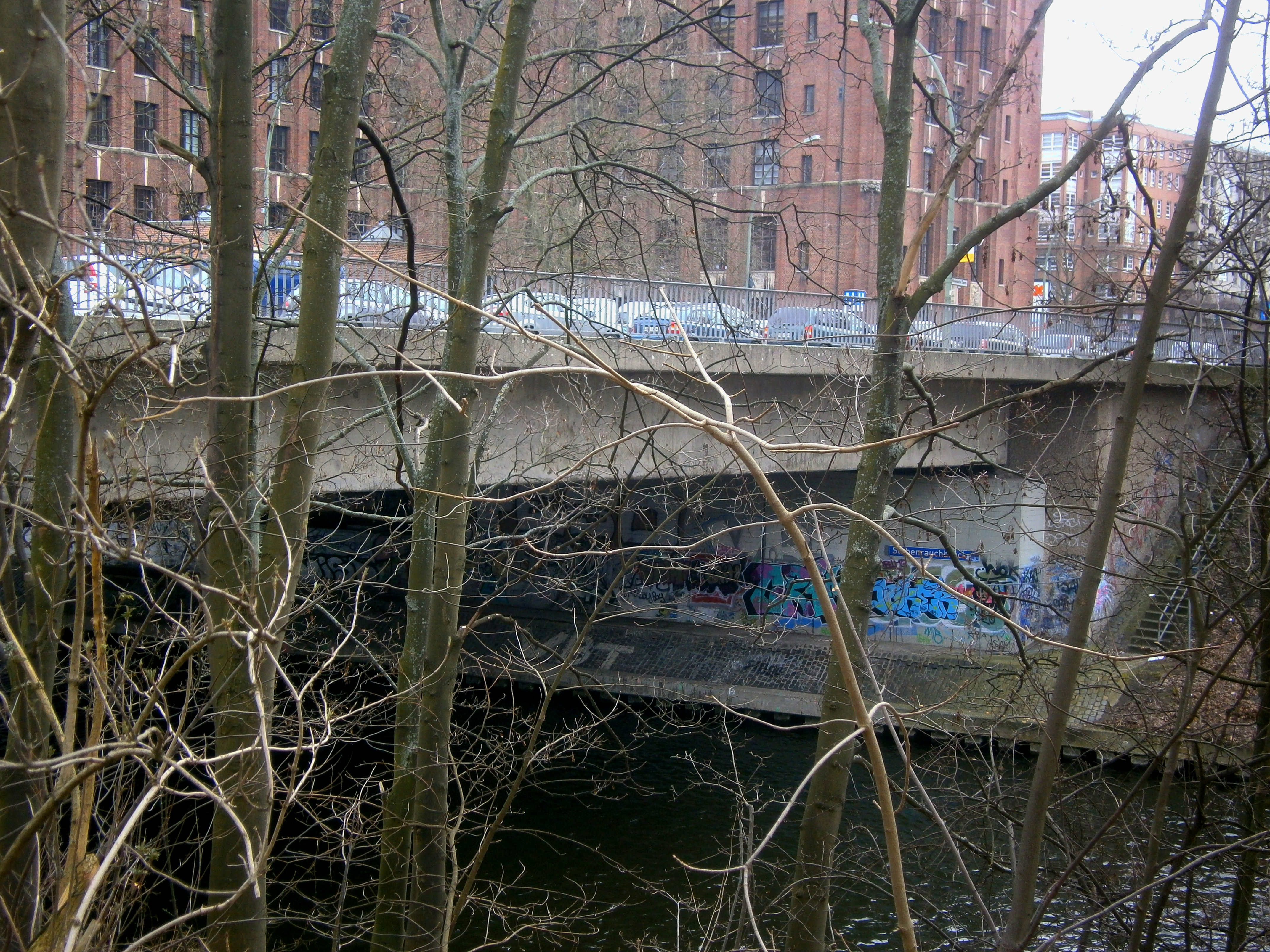
Brücke von Westen (ohne U-Bahn-Kasten)
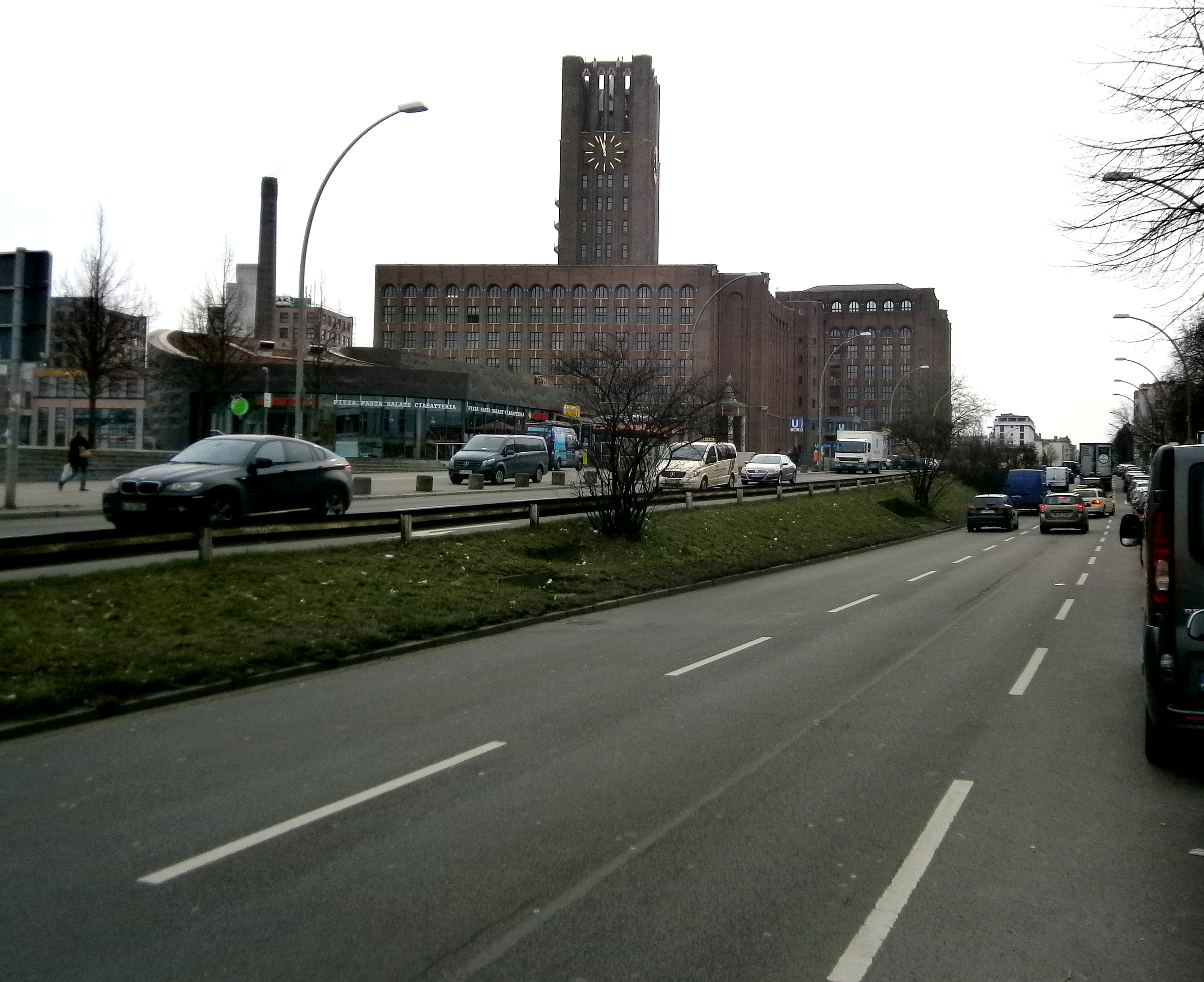
Blick von der Nordrampe zur Brücke
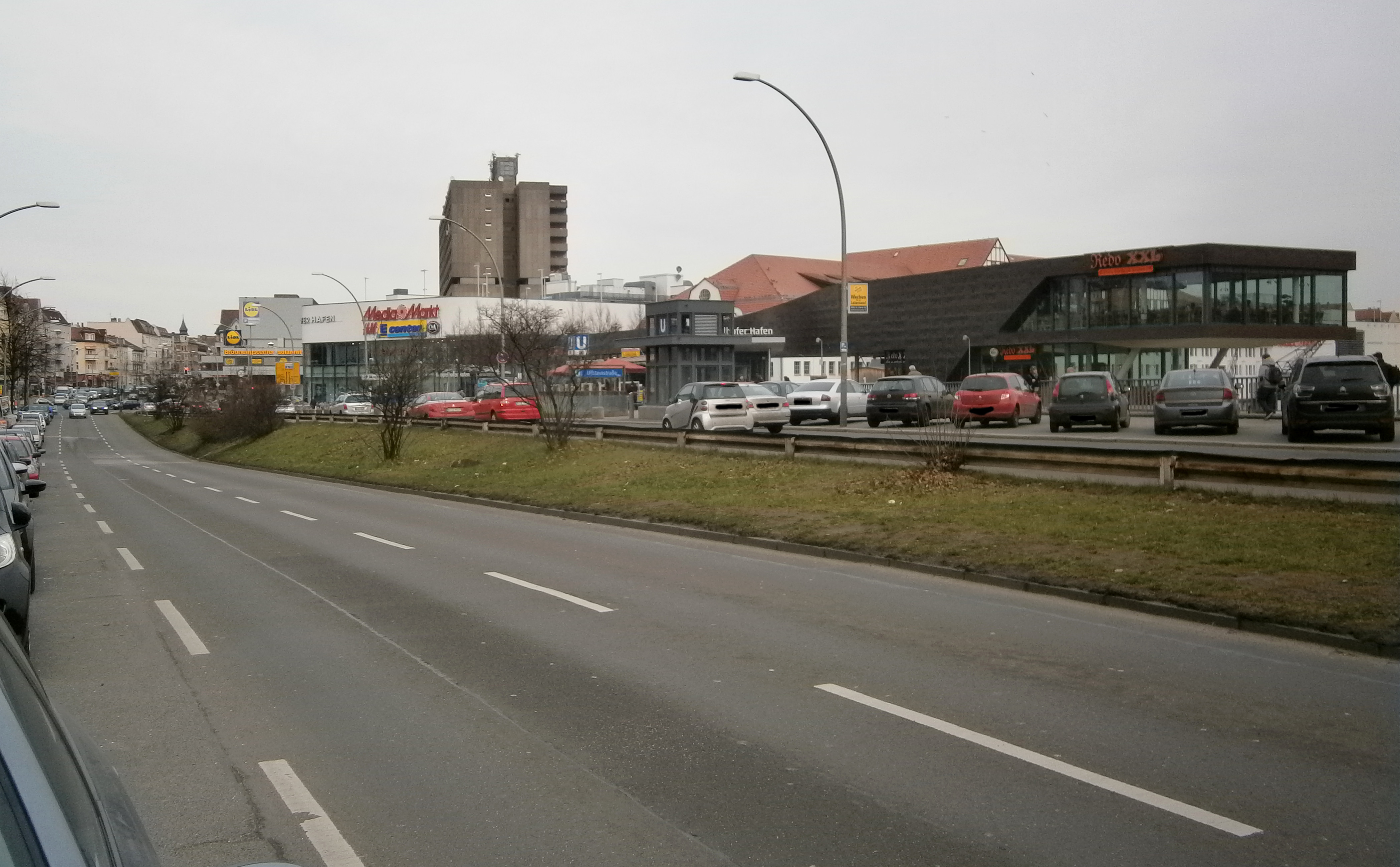
Anstieg der West- gegen die Ostfahrbahn
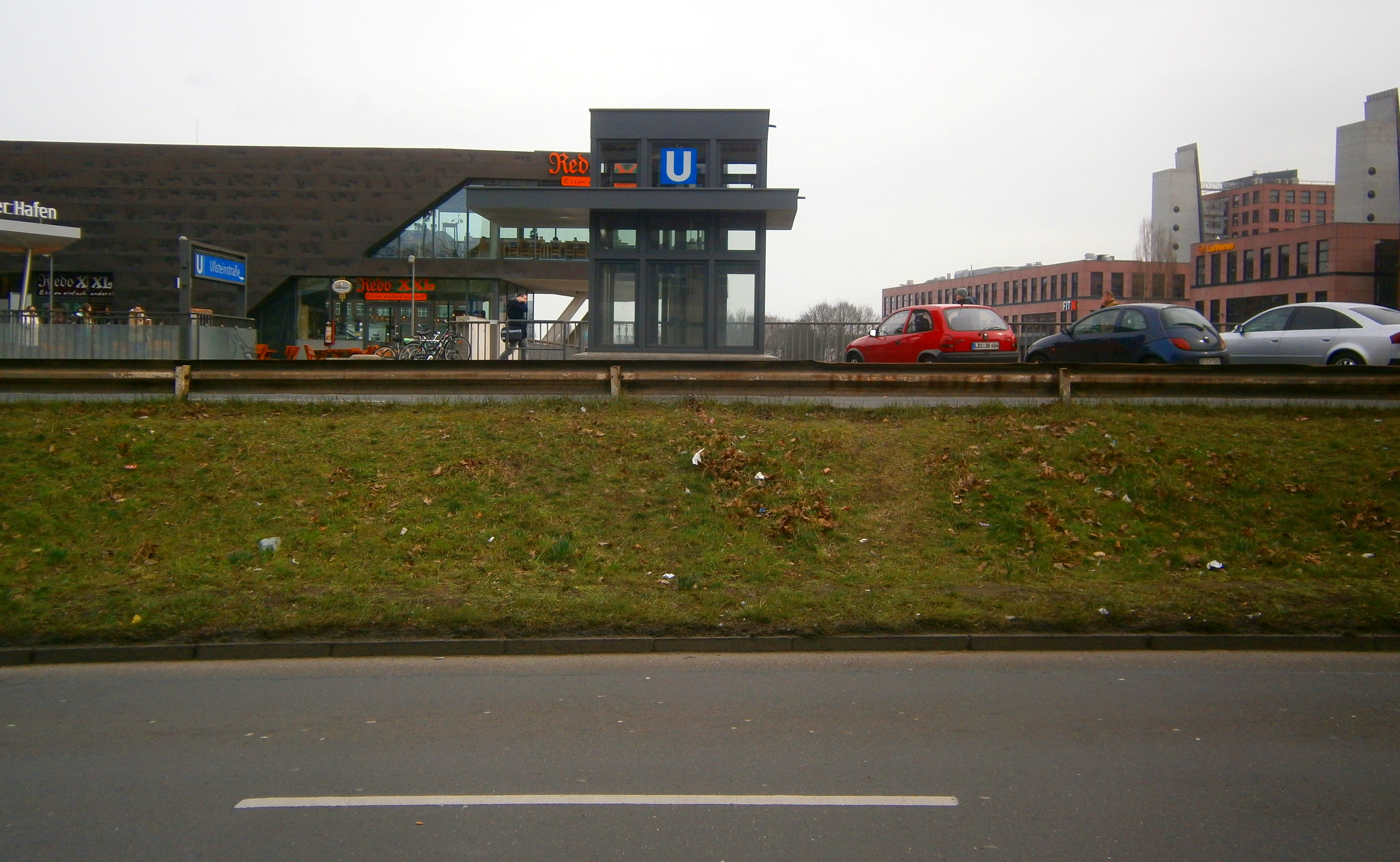
Höhenunterschied an der Nordseite
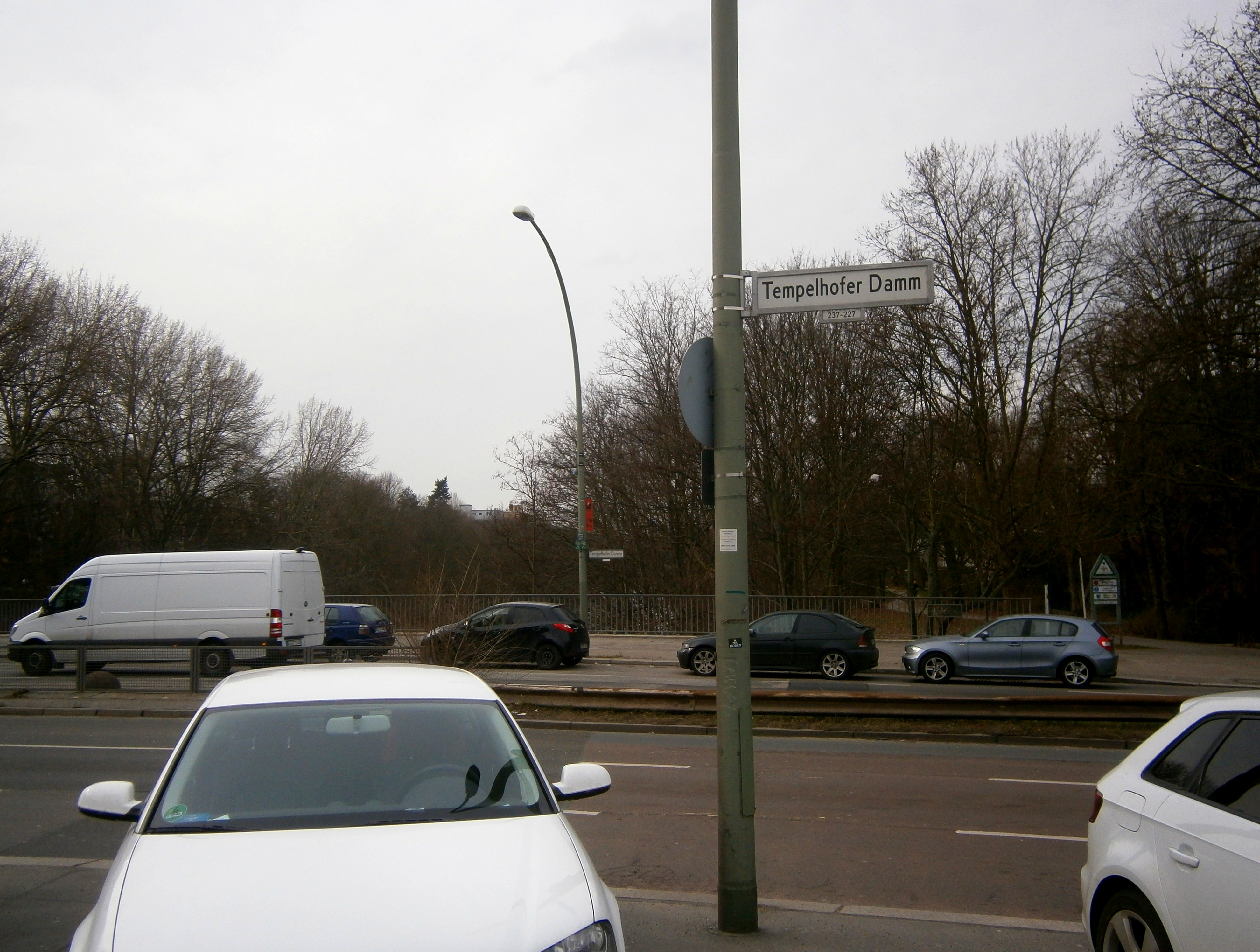
Übergang von Brücke zum Tempelhofer Damm
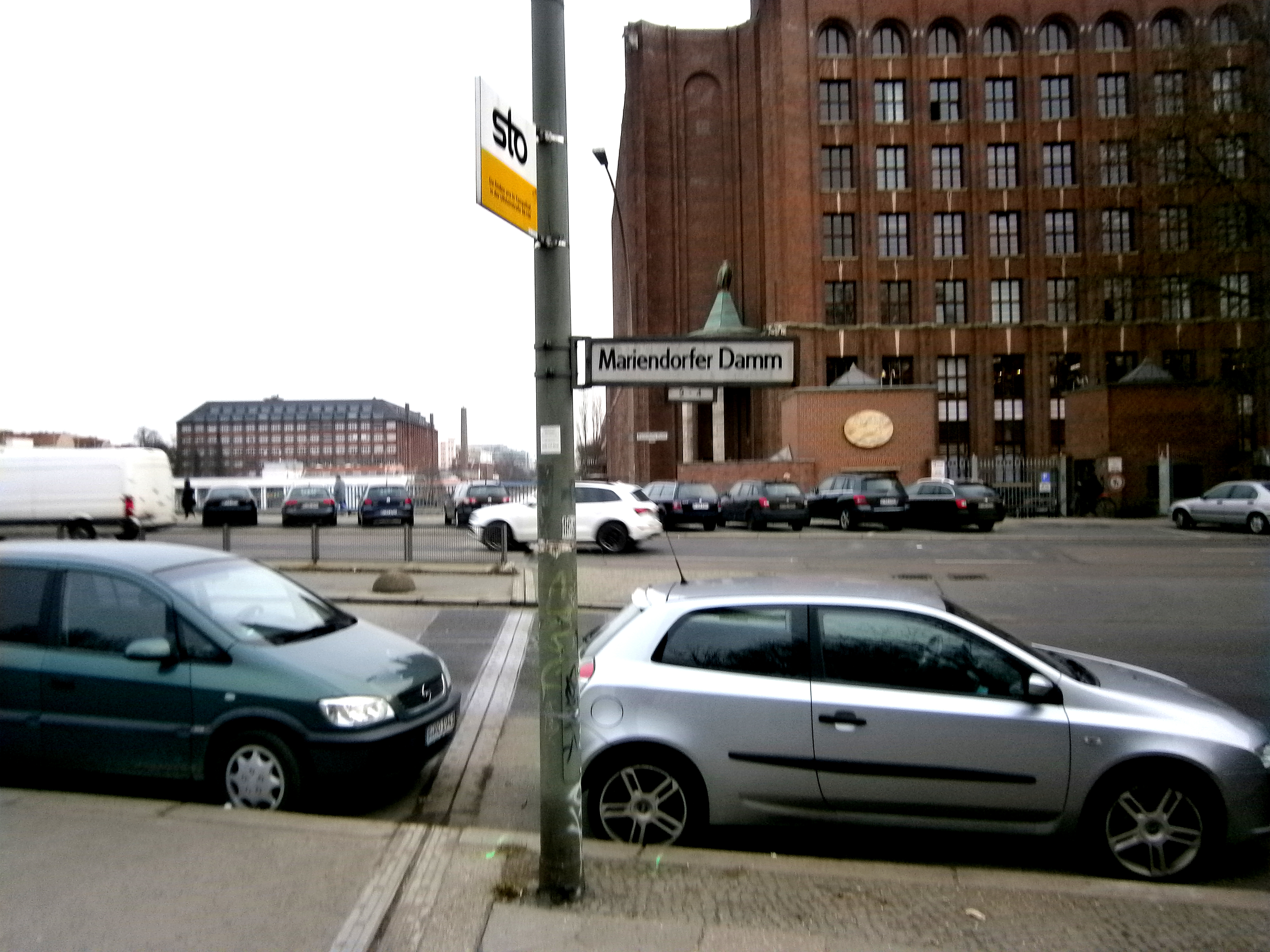
Übergang von Brücke zum Mariendorfer Damm (Ullsteinhaus)
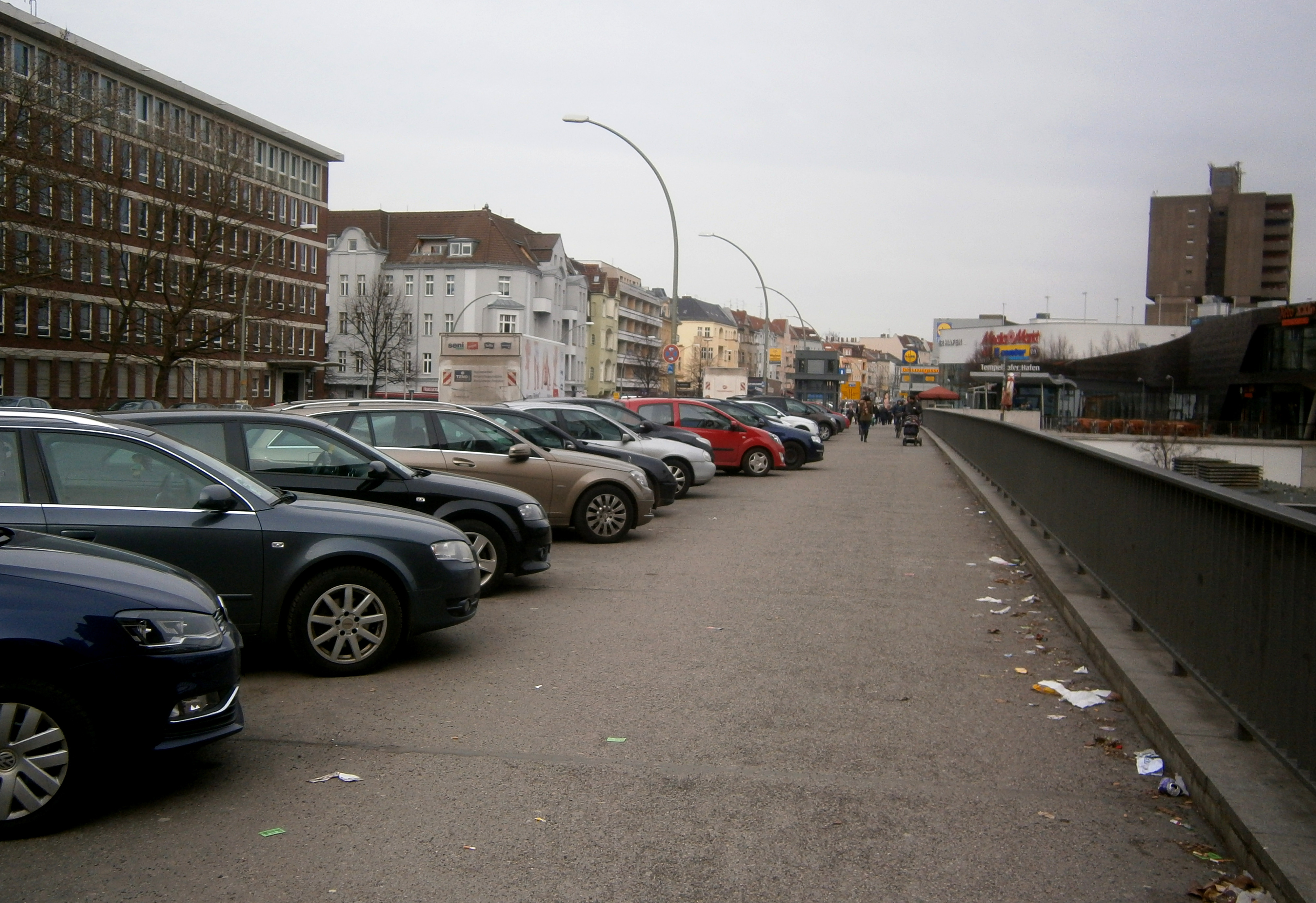
Gehweg, mit ehemaligem Parkplatz über dem U-Bahnhof
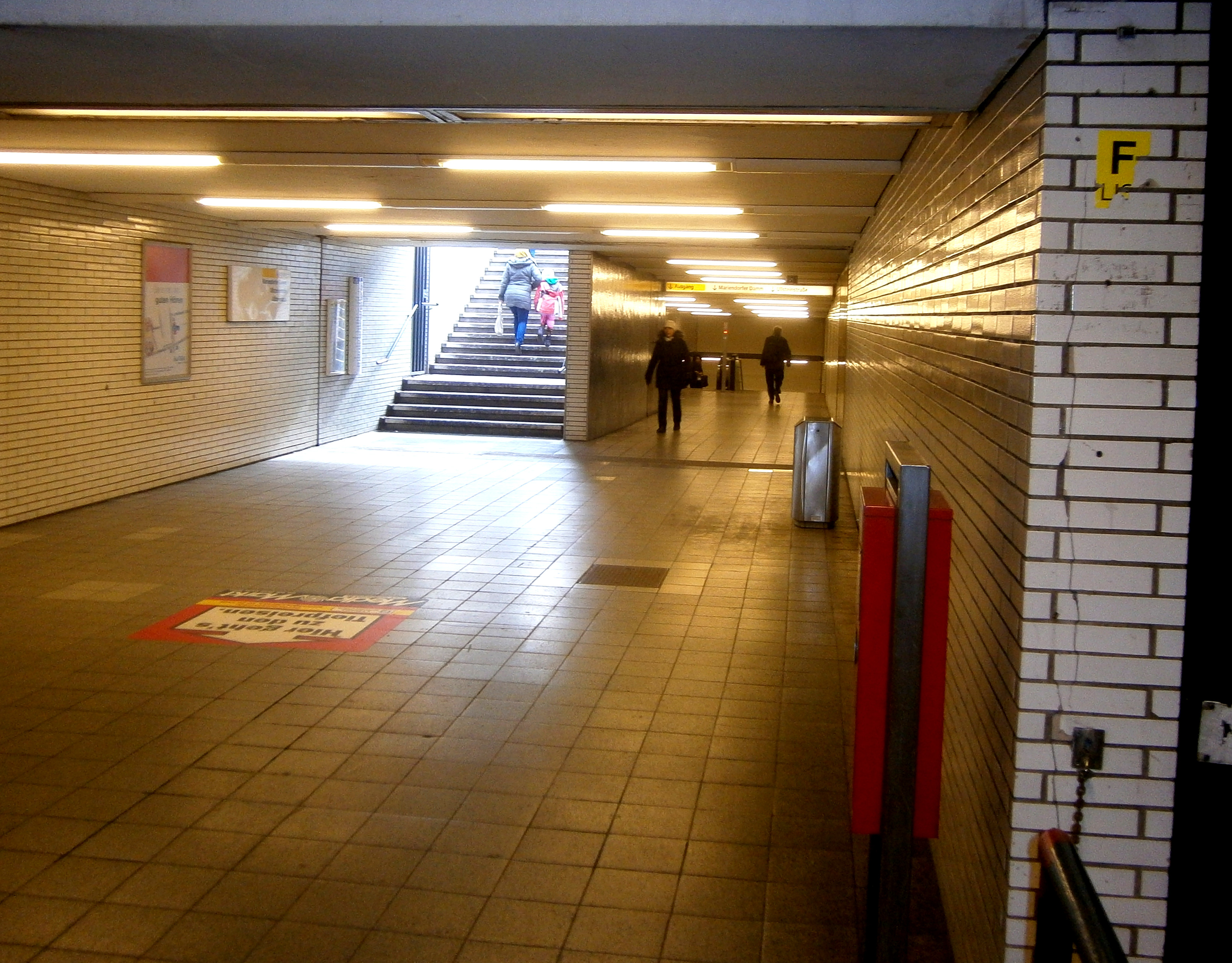
U-Bahnhof-Ausgang Mariendorfer Damm
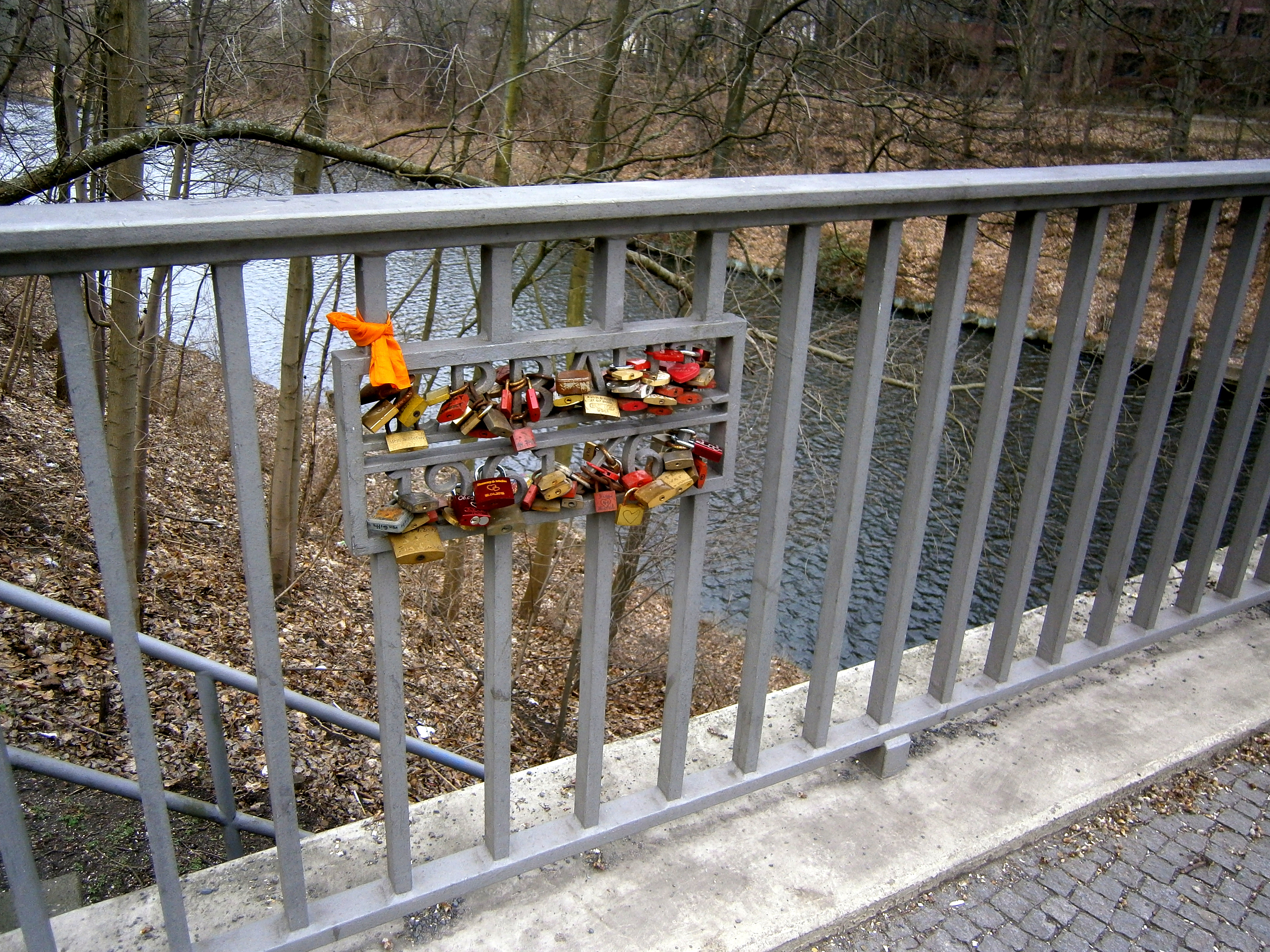
Liebesschlösser am Südwestgeländer